# 獨奏
在音樂中，一段獨奏（義大利語：solo，意為獨自）是被一個單獨的演奏者所演奏或唱的一個段落或一個段落的部分。
一個人單獨演唱或單獨演奏，在其演唱演奏期間沒有其他人與其搭配或協助，如此能更容易的突顯獨唱、獨奏者的高超才藝，獨奏對樂者而言是證明其音樂造詣的機會。此外音樂創作者而言獨奏也更能表現其音樂創作力。在爵士樂及藍調中，經常會有即時創作性（或稱：即興創作）的獨奏，另外也會有兩人或兩人以上的共同即興創作，透過多人交替性、接替性的演奏來激發、交流音樂創作的靈感，如同音樂人（音樂家、樂者）所特有的交談對話。
除此之外還有獨奏的唱片集，此稱為solo album，唱片集內的每首樂曲全是由單一名樂者所演唱演奏。
相對於獨奏這個術語的是tutti，指合唱或合奏，由一群人同時間一同演唱或演奏，而展現出整體性的聲樂效果。